# Mercado (metro de Caracas)
Mercado es una estación de la línea 3 del Metro de Caracas; ubicada en la Parroquia Coche, Municipio Libertador de Caracas. Está ubicada en las cercanías del Mercado Mayor de Coche, de allí el nombre de esta estación. Ésta ubicada entre las estaciones Coche y La Rinconada. Fue inaugurada junto con todo el ramal el 9 de enero de 2010 en un acto desde la estación Coche y La Rinconada respectivamente. La operación comercial inició el día 10 de enero de 2010. La estación, al igual que las otras, recibió a los nuevos usuarios del sector Coche y La Rinconada respectivamente, resultando en una semana, exitosa la operación comercial.

## Estructura de la estación
Espacio: 5.255,10 m².
Tipo: Subterránea.
Niveles: Dos (2):
Mezzanina: Posee el área de embarque de la estación con un juego de torniquetes y con tres accesos al andén, dos poseen escaleras fijas y uno escaleras mecánicas inteligentes. En éste nivel se encuentran las escaleras de acceso a las salidas de la estación en dos sentidos. Se encuentra la caseta del operadaor y la boletería consta de un área especial y tres máquinas expendedoras automáticas. Posee un ascensor para discapacitados y personas de la tercera edad. También posee el acceso a zonas restringidas, como las oficinas internas de la estación.
Andén: El andén es central. Posee características especiales para los discapacitados, como canaletas en el suelo para personas con discapacidad visual, las cuales guían a éstas a puntos del andén como los ascensores o áreas del andén especial para discapacitados. Posee numerosas señalizaciones las cuales indican la dirección de los trenes, así como el mapa de líneas de la Línea 3.
Accesos: Dos (2):
Avenida Intercomunal: Da hacia la avenida intercomunal de Coche y el acceso a las residencias cercanas a la estación. Posee una escalera fija y una eléctrica.
Hospital Periférico de Coche y Mercado Mayorista: Se encuentra diagonal al otro acceso y también da hacia la avenida intercomunal. Se encuentra en las cercanías del Hospital Periférico de Coche y da acceso al Mercado Mayor de Coche. Posee una escalera fija y dos escaleras eléctricas y un ascensor para discapacitados, así como una rampa para tales personas.
Rutas MetroBús: De las rutas 852/854 respectivamente.
Otras características: La estación cuenta con un sistema de ventilación ambiental que toma aire del ambiente y lo filtra para luego mantener la estación con una temperatura adecuada, evitando usar aires acondicionados de alto consumo eléctrico. La estación posee también una buena iluminación y sistema de sonido. Posee un techo moderno que brinda una buena perspectiva de la estación. En toda la estación existe un sistema especial para discapacitados que los guía a los diferentes puntos de ésta. Posee un alto sistema de seguridad y vigilancia. Posee dos locales comerciales. En la parte superior fueron plantadas plantas ornamentales y fueron restituidos 800 metros lineales de aceras. Así como el reacondicionamento de las fachadas de los edificios cercanos, entre otras características.

## Estaciones Colindantes
Coche - Mercado - La Rinconada
- Datos: Q6010420
- Multimedia: Mercado (Caracas Metro) / Q6010420